# Джахандар-шах
Джахандар-шах (узб. Jaxondorshox) — последний представитель узбекской династии Яридов который правил в Бадахшане.

## Происхождение
Джахандар-шах являлся потомком Ярбек-хана Самарканди, основателя династии Яридов в Бадахшане

## Политическая деятельность и конец династии
Присоединение мелких узбекских ханств Южного Туркестана к Эмирату Афганистан началось в 1850 годы, когда при всесторонней поддержке англичан эмир Дост Мухаммед-хан покорил Балхское ханство и назначил своего сына Мухаммеда Афзаль-хана наместником новой провинции. Он, в свою очередь, расширил границы своих владений за счет покорения Кундузского ханства и оттуда неоднократно предпринимал набеги на Бадахшан, где в то время правил мир Джахандар-шах (1862—1869) — последний из потомков мира Ярбек-хана Самарканди. Джахандар-шах не хотел терять власть и портить отношения с Мухаммед Афзаль-ханом и согласился платить дань афганскому эмиру в размере двух рупий с каждого дома и передать ему копи рубина и бадахшанского лазурита, что было давно в планах всех предыдущих правителей и наместников Балхского ханства.
После того как Шир-Али-хан в 1869 году одержал победу над своим противником Абдур-Рахман-ханом и заставил его бежать в Среднюю Азию, он объявил себя эмиром Афганистана и приступил к налаживанию «добрососедских» отношений с Бадахшаном. С этой целью он женился на дочери Джахандар-шаха и подарил ему несколько тысяч рупий. Позже к нему направил посла с пожеланием сохранения прежних обязательств на счет дани. На это Джахандар-шах не согласился и ответил категорическим отказом. Тогда афганский эмир начал искать пути избавления от непокорного родственника. При прямой военной поддержке афганского эмира племянник бадахшанского мира Махмуд-шах сверг своего дядю в 1869 году и объявил себя правителем Бадахшана, обязавшись платить афганскому эмиру 15 тысяч рупий в год. Свергнутый Джахандар-шах поехал к своему зятю Юсуф Али-хану — правителю Шугнана, который был женат на его дочери, с надеждой получения помощи в восстановлении утраченной власти, ибо Джахандар-шах когда-то посадил на шугнанском троне Абдурахим-хана — отца Юсуф Али-хана. Из Шугнана он предпринял отчаянные попытки вернуть себе трон, но все они оказались тщетными. Более того, это расценивалось англичанами как «попытка вмешательства во внутренние дела Бадахшана».
Таким образом, упразднив Бадахшан как самостоятельное государство, его насильственно включили в состав владений эмира Абдур-Рахман-хана, а Джахандар-шаха объявили вне закона. Поэтому он был вынужден попросить политическое убежище у русских и в 1872 году перебрался на русскую территорию, где ему был определен для жительства город Учкурган в Ферганской долине и было пожаловано годичное содержание в размере 1500 рублей. Русские категорически отказались оказать ему какую-либо помощь в деле возвращения его владений, не желая нарушать дипломатических отношений с англичанами. Это наглядно продемонстрировал тогдашний министр иностранных дел России А. М. Горчаков в своем спец-отношении от 24 января 1872 года к английскому послу, где говорилось:
Афганский эмир достиг завоевания верховной власти над Бадахшаном и добился от начальника [Махмуд-шаха — афганского наместника] и населения одного формального выражения покорности. Эмир Кабула имел право навязать этой провинции ту форму правления, которая казалась ему наиболее соответствующей тогдашнему положению дел. Пользуясь этим правом, он назначил местного губернатора.

## Смерть
Джахандар-шах жил у русских недолго. В 1878 году «он был убит неизвестными лицами». Этих «неизвестных», по предположениям А. Шохуморова, возглавлял хорошо известный английский агент под псевдонимом Мирза, который, как сообщал Д. Н. Керзон, «был одним из тех безымянных агентов английской разведки, который под именем Мирзы отправился из Кабула в декабре 1868 года с поручением майора Т. Монтгомери, инспектора Тригонометрического отдела, проникнуть в верховья Амударьи и на своем пути в Кашгар пересек Памир с запада на восток». Но надо признать, что этот «безымянный Мирза» увековечил свое имя не только тем, что под его руководством и при его непосредственном участии были устранены мир Джахандар-шах, Махмуд-шах и позже шугнанский правитель Юсуф Али-хан, но он стал еще и соавтором известного источника Бадахшана XIX века — «Тарихи Бадахшан» («Истории Бадахшана»), начатой Санг Мухаммадом Бадахши. Граф А. А. Бобринский ссылаясь на афганские источники написал о том, что Джахандар-шах был убит своими сыновьями и то же самое можно найти в «Истории Бадахшана». В Кушкеки говорилось, что Джахандар-шах был убит своим сыном Мир-Диль-ханом и о том что, его сын Джахангир-хан и его братья остались в Самарканде со своими женами и имуществом.
С убийством Джахандар-шаха был положен конец существованию рода Яридов, которые правили в Бадахшане с середины XVII века и их владения были присоединены к Эмирату Афганистан, как часть афганской провинции Туркестана.